# Спиридово (Западнодвинский район)
Спиридово — деревня в составе Староторопского сельского поселения Западнодвинского района Тверской области.

## География
Деревня расположена на берегу северной оконечности Савинского озера, в 6 км к юго-востоку от пгт Старая Торопа.

## Население
По состоянию на 2008 год постоянного населения в деревне не было.

## История
В XIX-начале XX века деревня относилась к Торопецкому уезду Псковской губернии. После ликвидации губерний в 1927 году деревня вошла в состав Октябрьского района Ленинградской области, с 1929 до 1935 года входила в Западную область. После образования Калининской области — в составе Октябрьского района. С 1944 по 1957 год Октябрьский район относился к Великолукской области. С 1963 года деревня в составе Западнодвинского района.